# Цибър
Цибър (Cibar; Tsibar; Tzibar) е река в Северозападна България, област Монтана – общини Монтана, Медковец и Якимово, ляв приток на река Цибрица. Дължината ѝ е 30 km.

## Басейн
Река Цибър води началото си от местността Влашко поле, по северния склон на Широка планина, в Предбалкана, на 816 m н.в. До село Долна Рикса тече в дълбока и залесена долина, след което навлиза в Дунавската равнина, вече в плитка слабо залесена долина. Влива се отляво в река Цибрица на 145 m н.в., на около 3 km северно от село Безденица.
Площта на водосборния басейн на реката е 138 km2, което представлява 14,8% от водосборния басейн на река Цибрица. Основен приток река Барата (ляв). През лятото в долното течение пресъхва. Използва се за напояване.
По течението на реката са разположени две села: Долна Рикса и Славотин.

## Предположения за името
Думата цѝбър като прилагателно означава бистър, ясен, чист.

## Топографска карта
- Лист от карта K-34-22. Мащаб: 1 : 100 000.
- Лист от карта K-34-23. Мащаб: 1 : 100 000.